# صنم سعید
صنم سعید (انگلیسی: Sanam Saeed؛ زادهٔ ۲ فوریهٔ ۱۹۸۵) بازیگر اهل پاکستان است. وی از سال ۲۰۰۷ میلادی تاکنون مشغول فعالیت بوده‌است.
وی بازیگر فیلم‌هایی همچون ماه میر، رحم، آزاد و کیک بوده‌است.